# World Coming Down
Albums de Type O Negative
October Rust
(1996) Life Is Killing Me
(2003)
World Coming Down est le cinquième album du groupe de metal gothique Type O Negative sorti en 1999. Même si le contenu des textes du groupe a toujours été marqué par des thèmes sombres, cet album marque tout particulièrement une plongée dans des thèmes extrêmement noirs et morbides. Écrit durant une période dure de la vie de Peter Steele, le ton de cet album s'avère donc beaucoup plus sombre, dépressif et oppressant.

## Contenu
La première chanson "White Slavery" qui s'ouvre sur une partie d'orgue mortuaire, puis continue sur des riffs lourds et pesants, traite de l'addiction à la cocaïne. Le titre ("esclavage blanc") fait référence à l'esclavage noir en en détournant la connotation pour renvoyer à la blancheur de la cocaïne et à l'asservissement qu'elle entraîne.
Les chansons "Everyone I Love Is Dead" and "Everything Dies" traitent de la douleur et la difficulté de Steele de voir disparaître les gens auxquels il tient. La chanson "World Coming Down" traite sur un ton extrêmement noir la plongée de Steele dans la dépression. Il y évoque ses problèmes relationnels et son sentiment de perdre pied, de perdre le contrôle de sa vie, que son monde s'écroule.
La chanson "Creepy Green Light" évoque l'histoire d'un rituel pratiqué pour ressusciter la personne qu'il aime. La lumière verte dont il est question, est celle qui enveloppe le corps lors de la résurrection. Dans le même esprit, la chanson "All Hallows Eve" évoque un rituel similaire où il marchande son âme avec Lucifer. La chanson "Who Will Save the Sane?" incorpore un passage où Steele récite le nombre pi tronqué à la neuvième décimale (3.141592653).
L'album contient aussi trois "soundscapes compositions" comparables à celles de Bloody Kisses. Ces passages sont placés comme interludes entre deux chansons. Chacune de ces pistes a été nommée d'après le nom d'un organe vital. Ces noms font référence aux différentes façons de mourir par addiction à une drogue ("Sinus" : décès par abus de cocaïne ; "Liver" (le foie) : décès par abus d'alcool ; "Lung" (poumon) : décès dû au tabagisme).
La chanson Day Tripper quant à elle est un medley réunissant 3 titres des Beatles, Day Tripper, If I Needed Someone et I Want You (She's So Heavy). Steele a souvent évoqué l'influence des Beatles comme étant sa principale source d'inspiration avec celle de Black Sabbath. Dans les notes de pochette de la réédition vinyle de l'album en 2020, Hickey remarque : "Nous étions tous les quatre des fans des Beatles" mais, "étant quatre idiots qui ne doutent de rien, nous ignorions que les Beatles facturaient 35 000 $ la chanson. C'étaient littéralement les chansons les plus chères de l'industrie en termes de droits pour une reprise - et nous, on a fait un medley, donc trois chansons ! Le résultat était génial, mais la maison de disques nous a dit : 'Ça va coûter 75 000 $ ! Vous êtes dingues ! Qui va payer ça ? Pas nous !'" Le claviériste et producteur Josh Silver a finalement convaincu le label de régler la facture.

## Liste des titres
1. Skip It – 0:11
2. White Slavery – 8:21
3. Sinus – 0:53
4. Everyone I Love Is Dead – 6:11
5. Who Will Save the Sane? – 6:41
6. Liver – 1:42
7. World Coming Down – 11:10
8. Creepy Green Light – 6:56
9. Everything Dies – 7:43
10. Lung – 1:36
11. Pyretta Blaze – 6:57
12. All Hallows Eve – 8:35
13. Day Tripper (medley) – 7:02